# Cloud Atlas
Cloud Atlas (no Brasil, Atlas De Nuvens, em Portugal, Cloud Atlas - Atlas das Nuvens) é um romance de ficção científica escrito por David Mitchell, publicado em 2004. Ganhou o Prémio Livro Britânico de Ficção Literária e o Prémio Richard & Judy de Livro do Ano, e foi pré-selecionado para o Prémio Man Booker de 2004, Prémio Nebula, Arthur C. Clarke Award e outros prêmios. Mitchell diz ter se inspirado em Se um viajante numa noite de inverno, de Italo Calvino.
No Brasil, a Companhia das Letras anunciou a publicação do livro em 25/07/2016.

## Sinopse
Nesta história as personagens conhecem-se e voltam a reunir-se de uma vida para a próxima. Nascem e renascem. As ações e escolhas individuais têm consequências e impactos entre si no passado, presente e futuro distante. Uma alma é moldada de assassino a herói, e um simples ato de bondade tem repercussões ao longo de séculos, tornando-se na inspiração de uma revolução.  Essas mesmas histórias fazem parte de uma linha narrativa que segue uma alma humana ao longo de uma jornada de descoberta e redenção durante várias encarnações. A narração mostra como as ações de um indivíduo criam uma cadeia de acontecimentos que ecoam através dos tempos, por diferentes civilizações, fazendo com que todas as histórias de todos os indivíduos sejam na verdade apenas parte de uma narrativa muito maior que começou muito antes do surgimento do Homem e que permanecerá em desenvolvimento muito depois da humanidade se extinguir.

## Adaptação para o cinema
Em 2012 foi adaptado para o cinema, pelas irmãs Wachowski e Tom Tykwer. É estrelado por Tom Hanks e Halle Berry e conta seis historias conectadas em épocas diferentes.